# L'Affaire Jésus
Ne doit pas être confondu avec L'Incident Jésus ou Affaire Jessus.
L'Affaire Jésus (titre original : Der Jesus-Deal) est un roman de science-fiction d’Andreas Eschbach, paru en 2014 en Allemagne puis traduit en français et publié par les éditions L'Atalante le 22 avril 2016. Il est la suite du roman Jésus vidéo paru en 1998. 
Le roman est divisé en 48 chapitres et 6 annexes d'une ou deux pages. L'époque tourmentée du début du XXIe siècle est interprétée par Samuel Barron, un extrémiste chrétien américain, comme un signe avant-coureur de la fin des temps et de l’Armageddon. Ayant récupéré la cassette vidéo objet de la course-poursuite du roman Jésus vidéo, il souhaite envoyer une expédition dans le passé pour faire appliquer un plan mystérieux concernant Jésus-Christ.

## Principaux personnages
- Samuel Barron : milliardaire américain, extrémiste chrétien évangélique
- Isaak Barron : fils aîné de Samuel
- Michael Barron : fils cadet de Samuel
- Stephen Foxx : l'un des héros (déjà croisé dans Jésus vidéo)
- Judith Foxx : épouse de Stephen (déjà croisée dans Jésus vidéo)
- Ami Mazor : ex-petit ami de Judith et agent du Mossad
- John Kaun : chef d'entreprise (déjà croisé dans Jésus vidéo)
- Bethany Kaun : épouse de John
- Kathleen Kaun : la fille de John et de Bethany
- Eric Whitewater : chef d'entreprise
- Lazarus Walker (pseudonyme de James Ryan) : détective privé et homme de main (déjà croisé dans Jésus vidéo)
- Gerald DenHaag : gouverneur de la Caroline du Nord, évangéliste
- Boris Demidov : scientifique russe, créateur de la machine à voyager dans le temps
- Dr Truong : médecin qui soigne Kathleen Kaun
- Mark Seymour : médecin et ami de John Kaun
- Jonathan Hawthorne : avocat
- Mark Walvoord : camarade de Michael Barron (brun et maigre)
- Roger Hunt : camarade de Michael Barron (il lui manque l'auriculaire)
- Jeremy Taylor : camarade de Michael Barron (il a les cheveux blonds)
- Tom Davies : camarade de Michael (il a une grande tache de vin sur la joue droite)

## Résumé

### L'Affaire Jésusvue par Michael Barron
Lorsque le roman commence, le milliardaire Samuel Barron fait voler par des hommes de main la cassette vidéo sur laquelle on voit Jésus-Christ, jadis filmé par un voyageur temporel. Samuel a deux fils : Isaak, l'aîné âgé de dix-huit ans, et Michael, le cadet âgé de quatorze ans. 
Un soir, une violente altercation a lieu entre Isaak et son père. Isaak quitte précipitamment la maison familiale pour une raison que Michael ignore. Est-ce en lien avec la cassette vidéo ? Revoyant son frère avant son départ, ce dernier révèle à Michael qu'il a visionné la cassette et qu'elle a changé sa vie. Il lui demande de faire le serment qu'il ne la visionnera jamais. Michael promet, mais reste dans l'ignorance de la raison de la dispute et du départ de son frère.
Michael sait que son père est un chrétien extrémiste, proche de milieux évangéliques. Il se renseigne sur eux, et tombe par hasard sur le nom de John Specter, le fondateur de la True Church, une petite communauté évangélique en Angleterre au milieu du XXe siècle (le nom de John Specter reviendra en fin de roman).
Au fil des semaines et des mois, Michael est de plus en plus intrigué par le comportement de son père et par ses projets concernant la cassette. Il en vient même à placer un dispositif d'écoute dans le bureau de son père. Le jour où ce dispositif d'espionnage est découvert, il n'ose pas se dénoncer. Samuel, croyant qu'un domestique est l'auteur du forfait, décide alors de licencier l'intégralité de ses domestiques.
Finalement, Michael apprend deux choses importantes, l'une concernant son frère, l'autre les projets de son père.
Au sujet de son frère, il apprend par leur mère un secret : Isaak habite à Los Angeles. Elle lui propose d'aller le rencontrer en cachette. Michael se précipite à Los Angeles où il découvre son frère mourant, atteint du sida. C'est après avoir visionné la cassette vidéo qu'Isaak avait compris qu'il ne devait plus refouler son homosexualité et qu'il devait l'assumer. Ayant révélé à son père cette homosexualité, il n'a pas été surpris de constater que Samuel, en raison de sa religion, le considérait désormais comme un démon, atteint par le péché le plus monstrueux qui soit. Il s'est donc enfui de la maison familiale, rejeté par son père. Aujourd'hui, atteint du sida, il est sur le point de mourir, et c'est pour cela qu'il a contacté sa mère en secret. Très peiné, Michael retourne chez lui. Il apprend quelques jours après le décès de son frère.
S'agissant des projets de Samuel, Michael apprend de la bouche de son père qu'il est effectivement en possession de la précieuse cassette vidéo. Samuel a aussi la certitude que le voyage dans le temps est possible (ce point sera évoqué dans la section « L'Affaire Jésus vue par Samuel Barron »). Il a donc chargé un scientifique russe de haute volée, Boris Demidov, de construire une machine à voyager dans le temps. Le plan de Samuel est simple : une équipe constituée de cinq hommes jeunes va se rendre en Palestine, vers l'an 30, et ira rencontrer Jésus-Christ. Les voyageurs temporels seront munis de caméscopes et de cassettes identiques à celle retrouvée dans Jésus vidéo. Ainsi, l'une de ses cassettes sera un jour retrouvée, deux mille ans plus tard. Il s'agit donc de faire en sorte que la fameuse cassette vidéo atteigne le premier siècle, filme le Christ et soit transmise à travers le temps.
Samuel explique à Michael que le projet, très secret, sera opérationnel dans sept années. Cela laisse le temps à Michael de se préparer dans les meilleures conditions possibles à faire le voyage temporel avec quatre autres camarades. Ils devront connaître l'araméen, le grec ancien et le latin, et être capables de s'exprimer dans ces langues et d'engager des dialogues.
Le long apprentissage de Michael peut donc commencer.

### L'Affaire Jésusvue par John Kaun
Depuis son intervention essentielle dans Jésus vidéo, John Kaun a radicalement changé. Il a visionné la vidéo et a relativisé le sens de sa vie. Magnat des médias, il a démantelé son empire de presse et de télévision. Il a décidé de se contenter de diriger une entreprise fabriquant des chips de betteraves. Il a divorcé et s'est remarié avec Bethany ; le couple a eu une petite fille, Kathleen.
Un jour où il fait des courses, il croise un jeune homme qu'il reconnaît aussitôt : le jeune homme se trouvait sur la cassette vidéo qu'il avait visionnée quelques années auparavant. Il faut dire que le jeune homme est reconnaissable : il a sur sa joue une tache de vin en forme de feuille de vigne. John est désemparé : il vient de croiser un homme qui a été en présence du Christ deux mille ans auparavant. Il en déduit que le jeune homme est un voyageur temporel. Et comme ce jeune homme était nettement visible sur le film, cela signifie qu'il y avait au minimum deux voyageurs temporels : l'un qui tenait le caméscope et l'autre qui était le jeune homme à la tache de vin. Il y a donc une équipe, et par conséquent un projet de voyage dans le temps. Et puisque le jeune homme est là, cela signifie que le voyage n'a pas encore eu lieu.
John Kaun ne s'est pas trompé : il a effectivement croisé Tom Davies, l'un des cinq membres de l'équipe formée par Samuel Barron pour le voyage dans le temps. Tom se rendait chez un dermatologue réputé afin de faire effacer sa tache de vin grâce à un laser. 
John Kaun engage des recherches pour retrouver Tom. Mais au cours des recherches, amené à questionner la dermatologue, il apprend par le plus grand des hasards que sa petite fille Kathleen est atteinte d'une leucémie aiguë.
Les vies de John Kaun et de son épouse Bethany basculent subitement : ils doivent s'occuper vingt-quatre heures sur vingt-quatre de leur fille, astreinte à une chimiothérapie intense. Puis la petite fille est placée plusieurs mois en chambre stérile. Les médecins ne voient qu'une seule solution pour la sauver : procéder à une greffe de moelle osseuse. Mais il apparaît que son père, qui a des ancêtres amérindiens, a un groupe de moelle très rare. Sa fille n'a qu'une infime chance de trouver un donneur de moelle compatible.
John Kaun pense alors à une solution désespérée : accompagner avec Kathleen les voyageurs temporels jusqu'à l'époque de Jésus, rencontrer celui-ci et lui demander de guérir sa fille. Il lui faut donc retrouver le plus rapidement possible le jeune homme à la tache de vin.
Grâce à ses moyens financiers, il engage un détective privé qui, au bout de quelques semaines, parvient à déterminer l'identité de Tom et à suspecter ses liens avec la famille Barron. Le détective découvre également que Samuel Barron et son fils Michael résident en ce moment en Israël.
Jon Kaun revoit Stephen Foxx. Il lui fait part de ses soupçons concernant le plan de Samuel Barron en lien avec la machine à voyager dans le temps.
John Kaun se rend ensuite en Israël. Il y rencontre Michael Barron et lui explique ce qu'il a déduit. Il lui demande de faire partie du voyage. Michael lui répond que c'est totalement impossible : la machine a été élaborée pour transporter cinq hommes, et le poids total de l'expédition a été calculé au gramme près. Il fait une promesse solennelle à John Kaun : dès son retour, il mettra tout en œuvre pour sauver sa fille.
Alors que l’équipe des cinq jeunes hommes est sur le point d'entreprendre le voyage temporel, John Kaun apprend qu'une solution toute nouvelle en matière de greffe de moelle osseuse vient de voir le jour en Angleterre. Quittant Israël, il se rend immédiatement en Europe. Il accepte de se faire prélever de la moelle osseuse pour qu'elle serve à guérir sa fille, après qu'une opération ait nettoyée sa moelle souillée par une ancienne hépatite.
Juste avant de subir l'intervention, il fait le tri dans ses papiers personnels. Il demande à sa secrétaire d'envoyer des documents précieux à Stephen Foxx si jamais il devait décéder.
L'opération chirurgicale a lieu. John Kaun décède durant l'intervention mais sa moelle nettoyée est prélevée.

### L'Affaire Jésusvue par Stephen et Judith
Avant de mourir, John Kaun avait eu le temps de reprendre contact avec Stephen Foxx. Ils ne s'étaient plus revus depuis les aventures relatées dans Jésus vidéo. Il lui confie ses craintes s'agissant de Samuel Barron : ce dernier projette sûrement d'envoyer une équipe de jeunes gens à l'époque de Jésus, dans le but de ramener le Messie à l'époque actuelle.
Mais John Kaun a une autre crainte : Samuel Barron peut penser, en tant que chrétien évangélique et fondamentaliste, que le retour de Jésus ne peut avoir lieu que si l'Armageddon a eu lieu auparavant sur Terre, ce qui impliquerait une Troisième Guerre mondiale. Les États-Unis sont actuellement engagés sur la voie d'une élection présidentielle dont l'aboutissement est l'élection d'un nouveau président d'ici un an. John Kaun est persuadé que Samuel Barron mettra son immense fortune à disposition de Gerald DenHaag, un homme politique aussi fondamentaliste que lui. Si Gerald DenHaag devient président, ne risque-t-il pas de fomenter les conditions d'une guerre mondiale ? John Kaun précise sa pensée : l'Armageddon devant selon la Bible avoir lieu au Proche-Orient, la guerre mondiale devrait être initiée en Israël. Selon John Kaun, le scénario de Samuel Barron est le suivant : victoire de Gerald DenHaag aux primaires du parti républicain, élection de Gerald DenHaag à la présidence des États-Unis, développement des tensions au Proche-Orient, guerre mondiale entre chrétiens et musulmans partout sur la planète, échanges de missiles nucléaires, envoi de l'équipe des voyageurs temporels au Ier siècle, retour des voyageurs temporels avec Jésus-Christ, instauration du Royaume de Dieu sur Terre.
Stephen est assez embarrassé par les pensées de John Kaun. Ce dernier le quitte et il n'en entend plus parler. Au fil des mois, il constate que les primaires républicaines sont tendues et que Gerald DenHaag a le vent en poupe. Néanmoins, contrairement aux prévisions de John Kaun, Gerald DenHaag perd les primaires. John Keyes devient le candidat des Républicains pour la présidentielle, et l'homme est plutôt un modéré. L'élection a lieu et John Keyes est élu président des États-Unis. Il nomme un autre modéré en qualité de vice-président. Gerald DenHaag est nommé par John Keyes secrétaire au Commerce. Apparemment, les prévisions de John Kaun ne se sont pas réalisées, au grand soulagement de Stephen et de Judith à qui Stephen s'est confié.
Quelques mois après l'élection de John Keyes, son vice-président doit démissionner en raison d'une affaire sexuelle impliquant une relation homosexuelle avec un adolescent. John Keyes nomme Gerald DenHaag vice-président.
Après le décès de John Kaun, Stephen et Judith reçoivent un colis envoyé par sa secrétaire, qui appliquait là les instructions de son patron en cas de décès. Ne sachant que faire du volumineux colis, Stephen et Judith le rangent dans un placard.
Le frère de Judith qui vit en Israël disparaît dans des circonstances mystérieuses. Judith décide de se rendre chez sa mère pour gérer cette crise. Elle est contactée par un de ses anciens amants, Ami Mazor. Une fois arrivée rend en Israël, elle constate que les tensions inter-religieuses ont repris avec une grande intensité. Stephen s'apprête à rejoindre Judith lorsqu'il apprend que John Keyes a été victime d'un attentat : grièvement blessé et dans l'impossibilité d'assumer ses fonctions, il est remplacé pour un temps indéterminé par le vice-président Gerald DenHaag.
Stephen consulte alors les documents envoyés par John Kaun après son décès et découvre des renseignements essentiels concernant les projets de Samuel Barron. Stephen, estomaqué, prend en photo tous les documents et se rend immédiatement en Israël pour retrouver Judith et empêcher le plan de Samuel Barron. Quand il arrive en Israël, il découvre un Proche-Orient en proie à d'intenses tensions entre Israéliens et Palestiniens, mais aussi entre Israël et la Syrie, la Jordanie et l'Iran. Des provocations diverses comme des violations d'espace aérien ont lieu de part et d'autre, y compris de la part des États-Unis. Le vice-président met les forces armées des États-Unis en DEFCON-2.
Au bout de quelques jours, et notamment grâce aux documents de John Kaun, Stephen acquiert la certitude que Samuel Barron est à l'origine d'un plan épouvantable. Il s'agit de faire piloter à distance un avion-cargo Boeing 747-400 et de le précipiter sur la mosquée al-Aqsa. Cet édifice religieux est l'un des principaux monuments religieux musulmans, et sa destruction ne manquerait pas d'aviver les tensions politico-religieuses intenses. Un point de non-retour serait atteint et une guerre mondiale s'ensuivrait nécessairement. Samuel Barron a prévu de laisser des indices laissant penser que cet attentat a été commis par des juifs extrémistes. 
Stephen, aidé par des amis, se met à la recherche du poste de pilotage au sol de l'avion. Après diverses recherches, ils localisent in extremis le lieu et l'investissent. L'homme qui pilote l'avion s'apprête à le faire s'écraser ; il est tué et un nouveau pilote se charge de l'avion et le fait s'écraser dans le désert.
Tout se termine pour le mieux. L'avion s'écrasé en plein désert et la mosquée a été sauvée. Peu après, le président John Keyes recouvre ses forces, revient à la Maison-Blanche et évince Gerald DenHaag. Les tensions s'apaisent. Le monde est sauvé. Stephen et Judith se disent qu'ils ont évité une guerre mondiale, et que personne ne le sait…

### L'Affaire Jésusvue par Samuel Barron
Samuel Barron a suivi dans les années 1950 un programme éducatif organisé par une association fondamentaliste chrétienne. Dans ce cadre, il devait se rendre en Suède afin d'y propager le christianisme. Il s'était donc mis à apprendre le suédois. Un soir de l'année 1959, alors qu'il se trouvait en plein désert américain avec sa voiture, il a fait la rencontre d'une jeune femme surgie de nulle part. Celle-ci, en état de choc, était suédoise et disait s'appeler Liv. Il l'a amenée à l'hôpital où elle a trouvé la mort le lendemain. Dans sa voiture, Samuel trouve un magazine publié en octobre 1994. À l'intérieur, un article relate l'histoire de la bourse de New York de ses débuts jusqu'à l'année 1994. Samuel Barron a alors utilisé les informations données dans cet article pour investir en bourse. Au bout de vingt ans, il est devenu milliardaire grâce à cette connaissance du futur. En 1994, il apprend la disparition en Suède d'une jeune femme prénommée Liv. C'est à ce moment-là qu'il a acquis la certitude que le voyage dans le temps était possible et que sa rencontre avec Liv en 1959 résultait d'un voyage temporel involontaire de la jeune femme.
De 1959 à 1994, puis au-delà de cette date, Samuel Barron a acquis la conviction que la rencontre avec Liv n'était pas due au hasard, mais le fruit de la volonté divine : Dieu avait voulu lui démontrer l'existence du voyage dans le temps et lui donner les moyens de s'enrichir, afin de préparer la venue du Messie à la fin des temps. C'est pourquoi Samuel Barron, en entendant parler de la cassette vidéo sur laquelle le Christ était filmé, avait compris le dessein de Dieu. Il était donc prédestiné à créer une machine à voyager dans le temps, à envoyer une équipe de voyageurs temporels jusqu'au Ier siècle, à faire filmer le Christ avec la cassette vidéo qui sera retrouvée presque deux mille ans plus tard. Il suppose aussi que la volonté de Dieu était de faire advenir la fin des temps, et que lui était l'Élu chargé d'organiser les conditions de l'Armageddon.
Tout ceci explique les actions de Samuel Barron depuis toutes ces années : le vol de la cassette vidéo, la création d'une machine à voyager dans le temps, la préparation de Michael et de ses quatre camarades pour le voyage temporel, l'aide apportée à Gerald DenHaag durant les primaires républicaines, la création volontaire de tensions au Proche-Orient, l'assassinat du président John Keyes afin que Gerald DenHaag prenne le pouvoir, l'envoi d'un avion sur la mosquée Al-Aqsa. Le but était effectivement de créer les conditions d'éclatement d'une guerre mondiale dont la fin devait coïncider avec le retour de Jésus-Christ, prélude de l'instauration du Royaume de Dieu sur Terre. John Kaun, lors de son entretien avec Stephen, avait ainsi deviné juste.
Samuel Barron supervise avec Boris Demidov le départ des voyageurs temporels. L'expédition a lieu. Il est prévu que les voyageurs temporels ne reviendront pas quelques minutes ou quelques heures après leur départ, mais quarante-deux mois après, comme l'a prévu la Bible.
Après le départ des voyageurs temporels, Samuel Barron prépare les modalités de l'écrasement d'un avion sur la mosquée Al-Aqsa. L'échec l'atteint de plein fouet : comment Dieu pourrait-il l'avoir abandonné ?
Samuel Barron décide alors de tenter un dernier coup : commencer à désactiver le système de contrôle des missiles nucléaires américain en faisant croire que ce sont les services secrets russes qui effectuent la manœuvre puis prévenir les services américains afin que le président n'ait d'autre choix que de lancer des missiles sur la Russie avant que tout le système ne soit désactivé. Il contacte pour cela un hacker ukrainien de haut niveau. L'homme se rend dans la demeure du milliardaire et accepte le marché. Peu après son départ, Samuel Barron est fait prisonnier par des membres du Mossad : en réalité, le hacker était un agent secret israélien, chargé de déterminer les intentions exactes de Samuel Barron. Ce dernier a été condamné à mort par un tribunal secret militaire israélien, et le chef du commando annonce à Samuel Barron que lui et ses hommes sont venus pour mettre en œuvre la sanction. Samuel Barron est exécuté, d'une manière telle que lors de la découverte de son corps le lendemain, tout le monde puisse croire à un suicide.

### Dénouement et révélations finales
Les cinq voyageurs temporels envoyés au Ier siècle ne sont jamais revenus au XXIe siècle. Personne ne sait ce qu'il s'est passé ni ce qu'ils sont devenus. Cela pose des problèmes pour le règlement de la succession de Samuel Barron : en cours de divorce d'avec son épouse, celle-ci n'a plus droit à sa fortune. Isaak est mort, et Michael, jamais revenu du voyage temporel, a disparu pour ses contemporains. Les biens du milliardaire sont donc dévolus à l'État américain.
Quelques années se passent. Tous les événements décrits précédemment semblent n'être que de vieux souvenirs.
Un jour, Bethany Kaun range les affaires de son époux. Elle découvre une cassette vidéo. Elle le visionne. Immédiatement, elle contacte Stephen et Judith : ils doivent impérativement regarder le film.
Stephen et Judith viennent donc voir Bethany, et tous trois visionnent le film. Il s'agit d'un entretien entre John Kaun et Michael Barron. Michael évoque le voyage temporel. Les cinq compagnons étaient effectivement arrivés en Palestine alors que Jésus prêchait dans la campagne cananéenne. Ils l'avaient rencontré ; ils l'avaient suivi dans son périple. Ils étaient à Jérusalem lorsque Jésus a chassé les marchands du Temple ; ils étaient aussi dans la ville lorsque Jésus a été arrêté et a été condamné à mort par Ponce Pilate. Ils ont assisté au début de la Passion du Christ. Bouleversé par la souffrance de Jésus, Michael avait voulu retourner à la machine temporelle, laquelle était aussi une machine capable de voler, dans le but d'enlever Jésus avant qu'il ne soit crucifié. Ses compagnons l'avaient suivi et lui avaient ordonné de n'en rien faire : si la crucifixion n'avait pas lieu, Jésus ne mourrait pas, les péchés du monde ne seraient pas rachetés et la résurrection ne pourrait pas intervenir. En fait, Michael, par son émotion confinant à une folie passagère, risquait d'entraîner un bouleversement historique inimaginable. Michael, en état de transe, avait malgré tout voulu mettre à exécution son projet, et une bagarre avait eu lieu dans la cabine de pilotage de la machine. Michael avait même sorti un revolver et tiré un peu au hasard. Les jeunes gens avaient alors perdu le contrôle de la machine à voyager dans le temps, et Michael avait été involontairement projeté en Angleterre en 1940.
Habillé selon la mode vestimentaire du Ier siècle, sans argent, sans bien, Michael était terriblement embarrassé : qu'allait-il devenir ? En 1940, il n'était évidemment pas né et son père Samuel était enfant aux États-Unis. Il découvre alors qu'il se trouve à proximité du petit village de Barnford. Or grâce à la lecture de la biographie d'un certain John Specter (cf. supra, section « L'Affaire Jésus vue par Michael Barron »), Michael sait que les habitants du village avaient été prévenus par John Specter que le village serait bombardé par la Luftwaffe le lendemain. Or Michael a surgi à Barnford le 12 août 1940, veille du bombardement. Il se renseigne et apprend qu'aucun John Specter ne vit dans le village ni dans les environs. Et si John Specter, c'était lui ? En dépit du paradoxe temporel évident, il avertit les habitants du risque avéré d'un bombardement le lendemain. Compte tenu de son habillement, de son accent américain, de sa manière de faire, les gens du village le croient et évacuent les lieux. Le lendemain, le village est bombardé, comme l'a prédit John Specter. Michael se glisse alors dans la peau de John Specter : il devient pasteur, et plus tard fonde la communauté évangélique True Church. Il sait que sa biographie sera lue un jour par lui-même adolescent.
Connaissant la marche du monde pour les soixante prochaines années, Michael Barron/John Specter investit dans des entreprises prometteuses (Polaroid, Xerox, etc), et comme son père l'avait fait (ou plutôt le fera), il devient très riche. Il se crée donc secrètement une grand fortune et l'emploie à faire le bien dans le monde. Il lance des programmes de recherche sur la leucémie. C'est lui qui a fait avertir John Kaun, quelques jours avant le voyage temporel, qu'un nouveau traitement est envisageable en matière de greffe de moelle osseuse.
Concernant John Kaun, le visionnage de la cassette vidéo permet d'apprendre que celui-ci avait volontairement surévalué son état de santé. S'il avait rempli le questionnaire médical en répondant sincèrement, jamais l'intervention n'aurait été pratiquée. Il s'est résolu à faire don de sa moelle osseuse pour sauver sa fille en sachant qu'il allait trouver la mort.
Le film visionné par Stephen, Judith et Bethany se termine par une déclaration de Michael qui explique à John Kaun qu'après la bagarre dans la machine à voyager dans le temps, il n'a plus jamais revu ses camarades d'expédition, ni n'en jamais entendu parler. Sans doute ont-ils été envoyés en d'autres époques ?
Le roman se termine par quelques pages qui donnent la réponse à l'interrogation de Michael. Ses compagnons ont effectivement été propulsés à différentes époques dans le temps : Jeremy Taylor est devenu le médecin du premier empereur chinois ; Roger Hunt s'est retrouvé 70 millions d'années dans le passé au temps de l'ère tertiaire ; Mark Walvoord a été envoyé au début du XVIe siècle en Écosse.

## Anecdote
Le chapitre 32 débute par un extrait de l'article Principe de cohérence de Novikov paru sur Wikipédia.